# Leifkenstadt
Leifkenstadt ist ein Naturschutzgebiet in der Gemeinde Hille. Es ist rund 1,5 Hektar groß und wird unter der Bezeichnung MI-017 geführt. 
Es liegt nördlich des Ortsteiles Nordhemmern.
Die Unterschutzstellung soll zur Erhaltung und Weiterentwicklung des vielfältig strukturierten Biotopkomplexes dienen. Das Naturschutzgebiet hat sich aus einer ehemaligen Sandgrube durch Sukzession entwickelt und ist ein Laichplatz für seltene Amphibienarten. Aus dem Nebeneinander von Tümpeln und Kleingewässern, Großseggenrieden und Röhrichten, Gebüschen, Ruderal- und Hochstaudenfluren ist ein Refugium für seltene Tier- und Pflanzenarten entstanden.
Das Gebiet hat darüber hinaus eine besondere Funktion für die Vernetzung der noch vorhandenen Amphibienlebensräume des hiesigen Raumes. Etliche hier lebende Tierarten stehen auf der Roten Liste des Landes Nordrhein-Westfalen. 